# شهاب سنگ اسپهبد شروین
شهاب‌سنگ اسپهبد شروین در سال ۲۳۱ خورشیدی برابر با ۲۳۷ قمری در روستای رسکت واقع در بخش دودانگه در شهرستان ساری به زمین برخورد کرد؛ که به نام «شهاب سنگ اسپهبد شروین» خوانده شد. برخی پژوهشگران برج رسکت را یادمانی چندمنظوره در نزدیکی محل برافتادن این شهاب‌سنگ می‌دانند.

## بن‌مایه
1. ↑  ماهنامهٔ نجوم، شماره ۲۰۷، خرداد و تیر ۱۳۹۰، صفحهٔ ۳۲.